# جوان سفار
جوان سفار (بالفرنسية: Joann Sfar)‏ هو فنان قصص مصورة ورسام كارتون وكاتب وكاتب سيناريو ومنتج أفلام ومخرج وممثل فرنسي، ولد في 28 أغسطس 1971 في فرنسا.

## أعمال

### أفلام
- (2014) النبي

## وصلات خارجية
- جوان سفار على موقع IMDb (الإنجليزية)
- جوان سفار على موقع مونزينجر (الألمانية)
- جوان سفار على موقع ألو سيني (الفرنسية)
- جوان سفار على موقع ميوزك برينز (الإنجليزية)
- جوان سفار على موقع أول موفي (الإنجليزية)
- جوان سفار على موقع قاعدة بيانات الأفلام السويدية (السويدية)
- جوان سفار على موقع قاعدة بيانات الفيلم (الإنجليزية)
- جوان سفار على موقع كينوبويسك (الروسية)